# МР-184
МР-184 (Лев–218) — радянська та російська корабельна система управління артилерійським вогнем. Призначений для управління артилерійськими установками калібру 130 мм (АК-130). Забезпечує ведення вогню по надводних, повітряних та берегових цілях в умовах застосування противником активних та пасивних перешкод та противолокаційних самонавідних снарядів.
До складу системи входять дводіапазонна РЛС супроводу цілей, телевізир, апаратура селекції рухомих цілей та перешкодозахисту, прилади управління.
Система забезпечує прийом цілевказівки, точне вимірювання координат і параметрів руху цілей, вироблення кутів наведення для двох артилерійських установок, коригування стрільби по сплеску (для морської цілі), тренування особового складу за допомогою імітатора цілі.

## Конструкція
До складу РЛСУ входять:
- дводіапазонна РЛС супроводження цілей
- апаратура селекції рухомих цілей та перешкодозахисту
- пристрої управління
- вбудований телевізійно-оптичний пристрій.

## Характеристики
За даними:
- Калібр артилерійських установок — 130 мм[2]
- Кількість артилерійських установок — 1–2[2]
- Інструментальна дальність — 75 км[2]
- Час реакції від початку супроводу:
  - по повітряній цілі — 7 с[1];
  - по береговій та надводній цілі — 15 с[1].
- Межі наведення:
  - по курсовому куту — 0…360°[1];
  - по куту місця — 2…75°[1].
- Маса — 8,5 т[1][2]

## Встановлення на кораблях
- Крейсери проєкту 1144
- Крейсери проєкту 1164
  - зокрема  Ракетний крейсер «Москва»
- Есмінці проєкту 956
- ВПК проєкту 1155.1[ru]